# Eindriða þáttr ilbreiðs
Eindriða þáttr ilbreiðs es una historia corta islandesa (þáttr) escrita hacia el siglo XIV y conservada en Flateyjarbók. Trata sobre un noble pagano llamado Eindriði que compite en deportes con el rey Olaf II el Santo y la relación no es precisamente positiva, hasta que el joven es bautizado y a partir de entonces forma parte del hird del rey quien le tiene gran afecto y no vuelve a haber diferencias entre los dos en toda su vida. Eindriði aparece como un hombre virtuoso y casto, no está casado ni ha tenido contacto con doncella, aunque no honra a su madre y a su hermana al desoír los ruegos de ambas en una competición de tiro con arco, al estilo de Guillermo Tell.